# Jonathan Z. Smith
Pour les articles homonymes, voir Jonathan Smith et Smith.
Jonathan Z. Smith, de son nom complet Jonathan Zittell Smith, né le 21 novembre 1938 et mort le 30 décembre 2017, est un  historien des religions. Ses recherches portent sur la théorie du rituel, dans les religions hellénistique, les cultes Māori au XIXe siècle, et sur le suicide de masse à Jonestown, Guyana.

## Œuvres
- (en) Map is not territory : studies in the history of religions, éditions Brill, Leiden, 1978, xvi-329 p.,  (ISBN 90-04-05492-8), (LCCN 78323534).
  - réédition sous le même titre : University of Chicago Press, Chicago, 1993, xvi-329 p.,  (ISBN 0-226-76357-9), (LCCN 92036231).
- (en) Imagining religion : from Babylon to Jonestown, University of Chicago Press, Chicago, 1982, xiii-165 p.,  (ISBN 0-226-76358-7), (LCCN 82002734).
- (en) To take place : toward theory in ritual, University of Chicago Press, Chicago, 1987, xvii-183 p.,  (ISBN 0-226-76359-5), (LCCN 86030869).
- (en) Drudgery divine : on the comparison of early Christianities and the religions of late antiquity, University of Chicago Press, Chicago, 1990, xiii-145 p.,  (ISBN 0-226-76362-5), (LCCN 90038519).
- (collectif) (en) The HarperCollins dictionary of religion / general editor, Jonathan Z. Smith ; associate editor, William Scott Green ; area editors, Jorunn Jacobsen Buckley ... [et al.] ; with the American Academy of Religion., HarperSanFrancisco, San Francisco, 1995, xxviii-1154 p.,  (ISBN 0-06-067515-2), (LCCN 95037024).
- (en) Relating religion : essays in the study of religion, University of Chicago Press, Chicago, 2004, xv-412 p.,  (ISBN 0-226-76386-2), (LCCN 2004045967).

## Sources
- (en) Cet article est partiellement ou en totalité issu de l’article de Wikipédia en anglais intitulé « Jonathan Z. Smith » (voir la liste des auteurs).

1. ↑  (en) « Religion historian Jonathan Z. Smith dies », sur Religion News Service, 2 janvier 2018 (consulté le 2 janvier 2018)